# Sibine pauper
Sibine pauper är en fjärilsart som beskrevs av Dyar 1918. Sibine pauper ingår i släktet Sibine och familjen snigelspinnare. Inga underarter finns listade i Catalogue of Life.